# Alfons Emil Gravier
Alfons Emil Gravier (ur. 1 stycznia 1871 w Warszawie, zm. 17 listopada 1953 w Łodzi) – polski architekt czynny głównie w Warszawie. 

## Życiorys
Ukończył studia na Wydziale Architektury Akademii Sztuk Pięknych w Paryżu. Wrócił do Warszawy w 1912. Jako przedstawiciel Warszawskiego Koła Architektów brał udział w obradach Stałego Komitetu Międzynarodowego Kongresu Architektów w Paryżu, a w 1913 uczestniczył w zjeździe architektów w Sankt Petersburgu. Był członkiem jury wielu konkursów architektonicznych. 
Wykładał na Wydziale Architektury Politechniki Warszawskiej zasady perspektywy i kosztorysowania. Po II wojnie światowej wykładał budownictwo na Politechnice Łódzkiej. W latach 1947–1951 był związany z PWSSP w Łodzi (obecnie Akademia Sztuk Pięknych w Łodzi), gdzie wykładał perspektywę i kreślenie oraz materiałoznawstwo, budownictwo, konstrukcje budowlane i drewniane. 
Został pochowany na cmentarzu Powązkowskim w Warszawie (pod murem V, grób 71).

## Ważniejsze realizacje
- Przebudowa pałacu Branickich przy ul. Frascati w Warszawie na siedzibę Ambasady Francji
- Budynek Szkoły Sztuk Pięknych w Warszawie przy ul. Wybrzeże Kościuszkowskie 37 (1912–1913)
- Budynek Zespołu Szkół Budowlanych przy ul. Hożej 88 (ukończ. 1927)
- Willa własna przy ul. Profesorskiej 3 w Warszawie
- Budynek Centralnego Towarzystwa Rolniczego przy ul. Kopernika 30 (1911–1912)
- Zakład dla umysłowo chorych w Gostyninie (z arch. Władysławem Jastrzębskim – konkurs 1929)
- Kościół św. Antoniego z Padwy w Łodzi (odbudowa 1951)

## Galeria

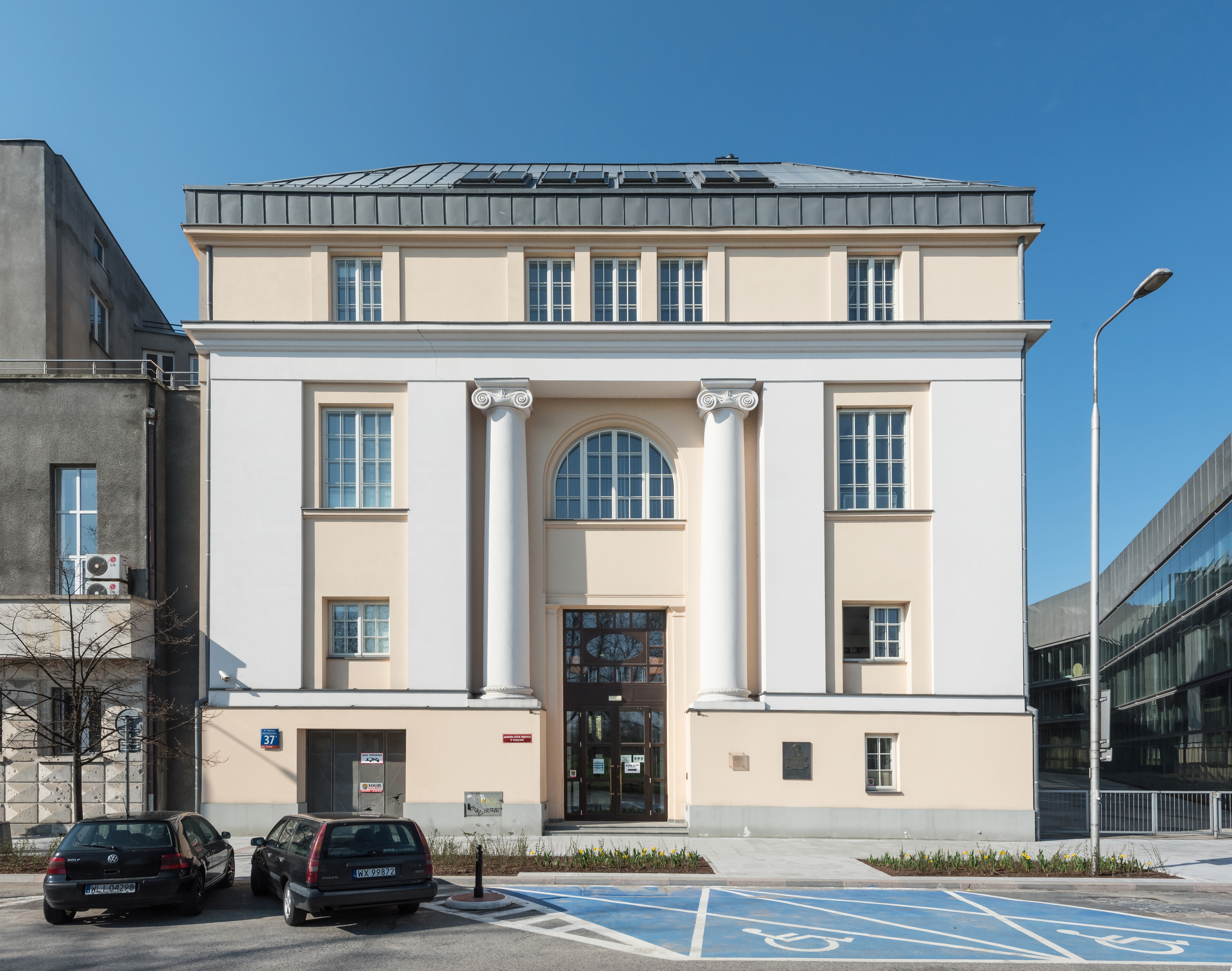
Akademia Sztuk Pięknych przy ul. Wybrzeże Kościuszkowskie 37 w Warszawie
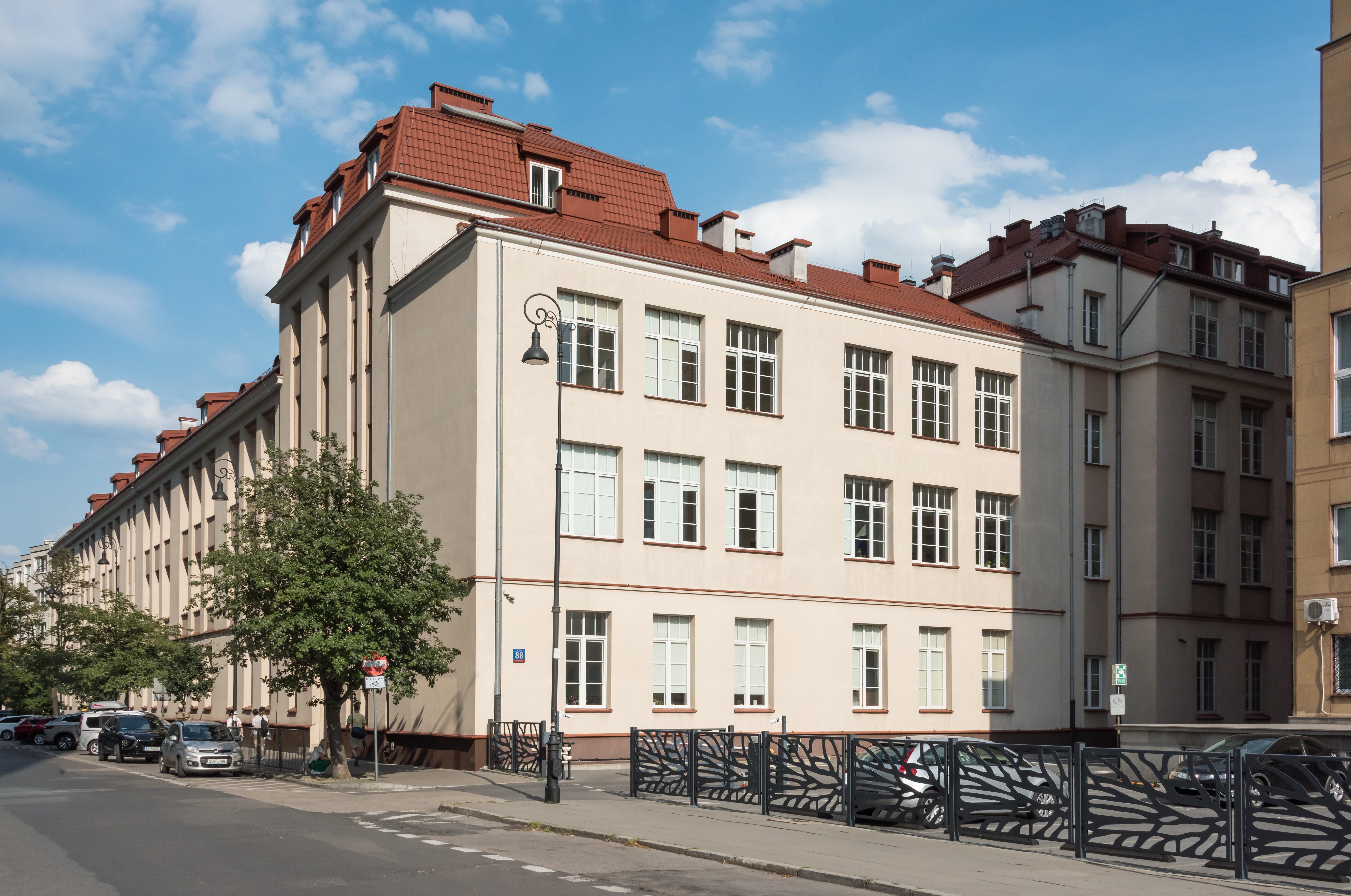
Budynek Zespołu Szkół Budowlanych przy ul. Hożej 88 w Warszawie
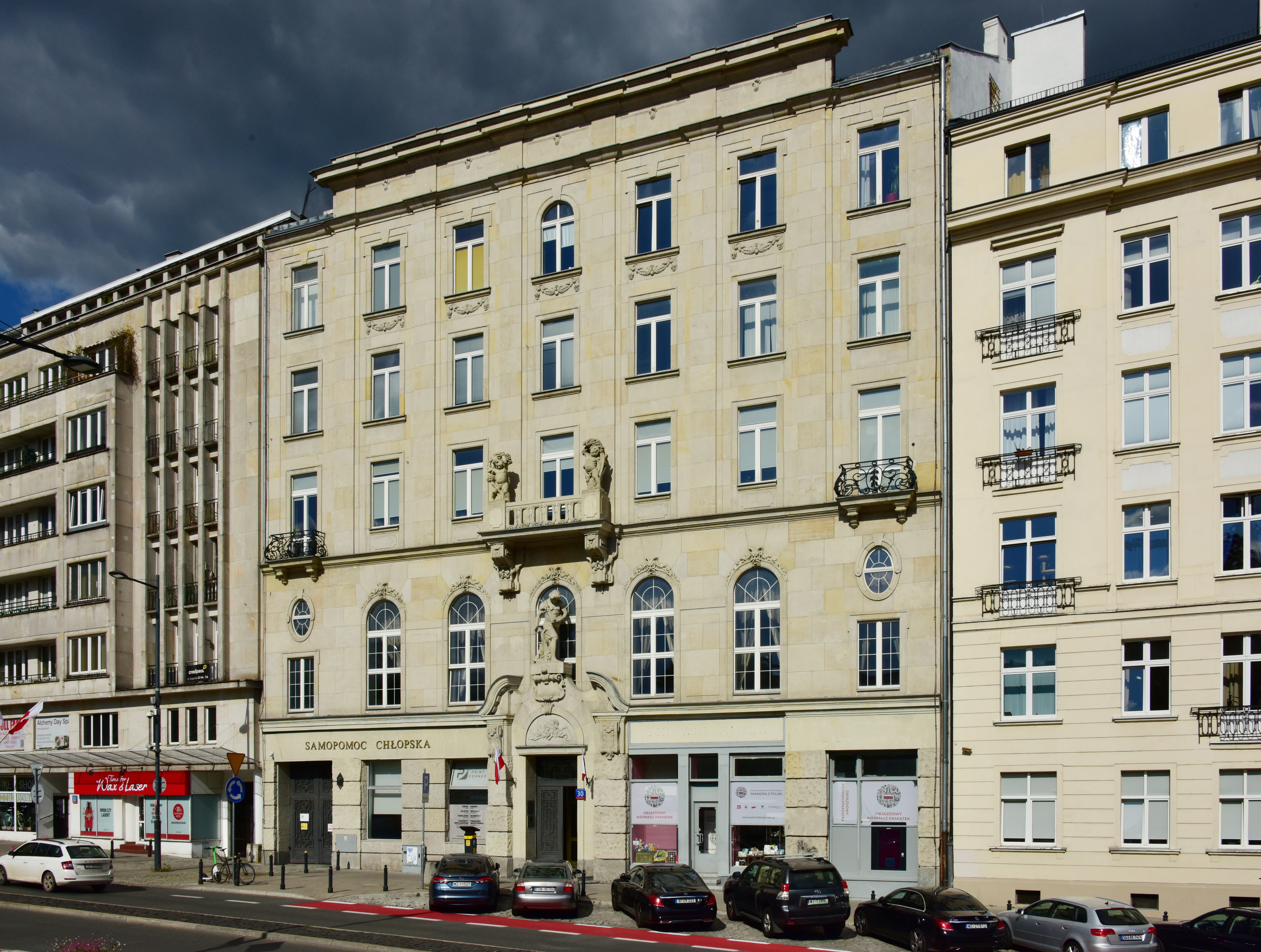
Centralne Towarzystwo Rolnicze przy ul. Kopernika 30 w Warszawie
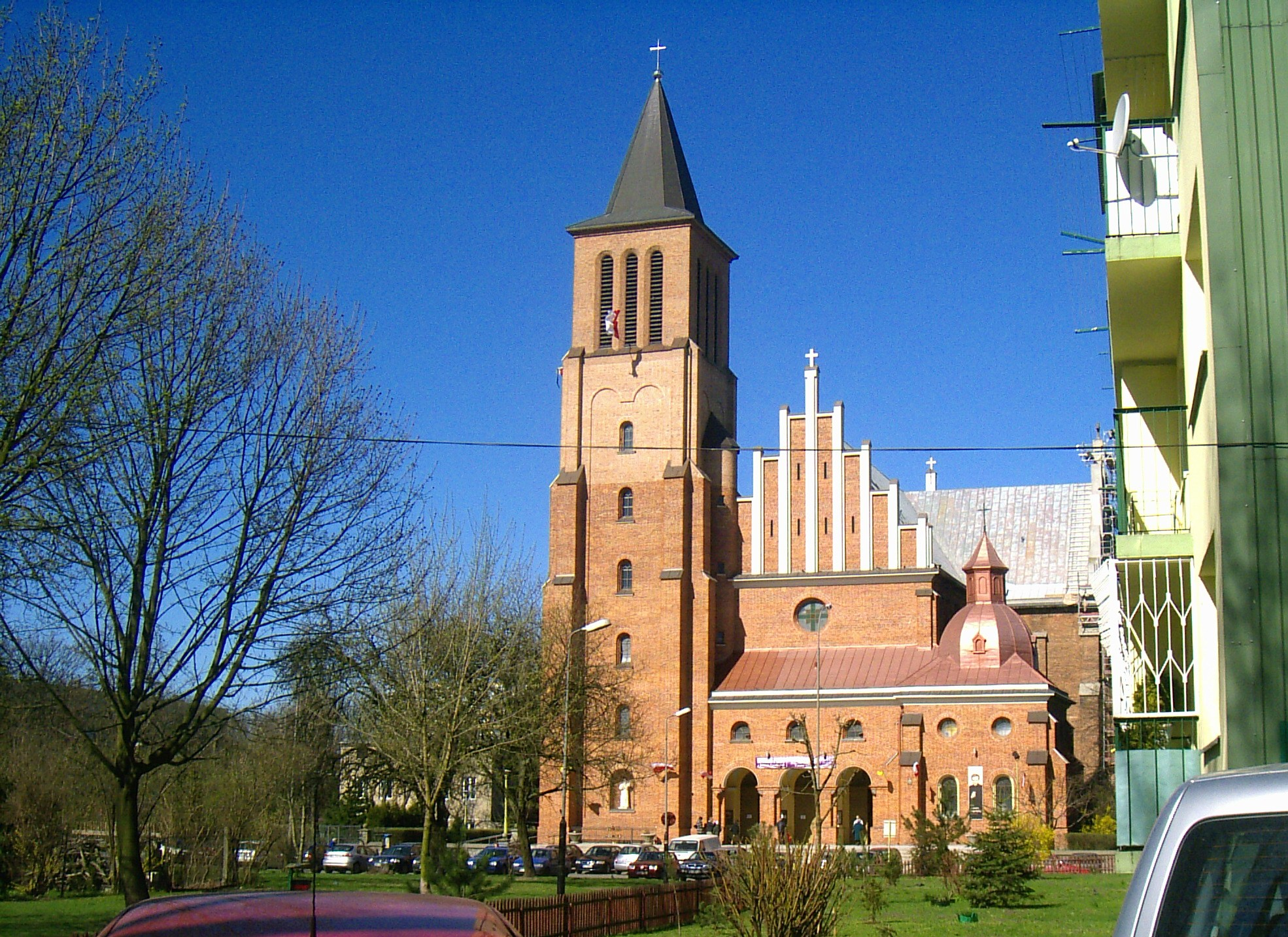
Kościół św. Antoniego Padewskiego w Łodzi